# Nyborg Præstegård
Nyborg Præstegård er et gotisk murstenhus i Korsbrødregade i Nyborg. Danmarks ældste præstegård blev opført omkring 1400 og ombygget i 1535. I 1600-tallet huset blev forlænget hen til Korsbrødregården.

## Eksterne kilder
- Nyborg Vor Frue Kirke – Nyborg Præstegård Arkiveret 26. december 2019 hos  Wayback Machine
- kulturarv.dk – Fredede & bevaringsværdige Bygninger – Nyborg Præstegård
- Google Streetview: Nordside af westen

55°18′40″N 10°47′35″Ø / 55.3112268°N 10.7930738°Ø
|  | Denne artikel om en bygning eller et bygningsværk kan blive bedre, hvis der indsættes et (bedre) billede. Du kan hjælpe ved at afsøge Wikimedia Commons for et passende billede eller lægge et op på Wikimedia Commons med en af de tilladte licenser og indsætte det i artiklen. |